# Скијашко трчање на Зимским олимпијским играма 2018.
Такмичења у скијашком трчању на Зимским олимпијским играма 2018 на програму је од 10. до 25. фебруара. Такмичење се одвија у Спортском комплексу Алпензија. На програму је 12 дисциплина.

## Распоред такмичења
Распоред такмичења у свих дванаест дисциплина.
| Датум       | Време       | Дисциплина                                        |
| ----------- | ----------- | ------------------------------------------------- |
| 10. фебруар | 16:15–17:20 | Потера за жене                                    |
| 11. фебруар | 15:15–17:10 | Потера за мушкарце                                |
| 13. фебруар | 17:30–18:45 | Спринт појединачно квалификације, мушкарци и жене |
| 13. фебруар | 20:00–22:00 | Спринт појединачно финала, мушкарци и жене        |
| 15. фебруар | 15:30–17:15 | 10 км слободно, жене                              |
| 16. фебруар | 15:00–16:50 | 15 км слободно, мушкарци                          |
| 17. фебруар | 18:30–19:45 | Штафета 4 х 5 км, жене                            |
| 18. фебруар | 15:15–17:10 | Штафета 4 х 10 км, мушкарци                       |
| 21. фебруар | 17:00–18:30 | Спринт екипно, жене                               |
| 21. фебруар | 19:00–20:20 | Спринт екипно, мушкарци                           |
| 24. фебруар | 14:00–17:05 | 50 км класично, мушкарци                          |
| 25. фебруар | 15:15–17:20 | 30 км класично, жене                              |

Напомена: комплетна сатница је по локалном времену (УТЦ+9)

## Освајачи медаља

### Мушкарци
| Дисциплина                |                                                                                                 | Резултат  |                                                                      | Резултат  |                                                                                | Резултат  |
| 15 км слободно детаљи     | Дарио Колоња · Швајцарска                                                                       | 33:43.9   | Симен Хегстад Кругер · Норвешка                                      | 34:02.2   | Денис Спицов ОСР                                                               | 34:06.9   |
| 30 км потера детаљи       | Симен Хегстад Кругер · Норвешка                                                                 | 1:16:20.0 | Мартин Јонсруд Сундби · Норвешка                                     | 1:16:28.0 | Ханс Кристер Холун · Норвешка                                                  | 1:16:29.9 |
| 50 км класично детаљи     | Иво Нисканен · Финска                                                                           | 2:08:22.1 | Александар Бољшунов ОСР                                              | 2:08:40.8 | Андреј Ларков ОСР                                                              | 2:10:59.6 |
| Штафета 4 х 10 км детаљи  | Норвешка · Дидрик Тонсет · Мартин Јонсруд Сундби · Симен Хегстад Кругер · Јоханес Хосфлот Клебо | 1:33:04.9 | ОСР Андреј Ларков Александар Бољшунов Алексеј Червоткин Денис Спицов | 1:33:14.3 | Француска · Жан Марк Гајар · Морис Манифика · Клемен Парисе · Адриен Бакшајдер | 1:33:41.8 |
| Спринт појединачно детаљи | Јоханес Хосфлот Клебо · Норвешка                                                                | 3:05.75   | Федерико Пелегрино · Италија                                         | 3:07.09   | Александар Бољшунов ОСР                                                        | 3:07.11   |
| Спринт екипно детаљи      | Норвешка · Мартин Јонсруд Сундби · Јоханес Хосфлот Клебо                                        | 15:56.26  | ОСР Денис Спицов Александар Бољшунов                                 | 15:57.97  | Француска · Морис Манифика · Ришар Жуве                                        | 15:58.28  |

### Жене
| Дисциплина                |                                                                                              | Резултат  |                                                                | Резултат  |                                                                             | Резултат  |
| 10 км слободно детаљи     | Рагнил Хага · Норвешка                                                                       | 25:00.5   | Шарлоте Кала · Шведска                                         | 25:20.8   | Марит Бјерген · Норвешка · Криста Пермекоски · Финска                       | 25:32.4   |
| 15 км потера детаљи       | Шарлоте Кала · Шведска                                                                       | 40:44.9   | Марит Бјерген · Норвешка                                       | 40:52.7   | Криста Пермекоски · Финска                                                  | 40:55.0   |
| 30 км класично детаљи     | Марит Бјерген · Норвешка                                                                     | 1:22:17.6 | Криста Пермекоски · Финска                                     | 1:24:07.1 | Стина Нилсон · Шведска                                                      | 1:24:16.5 |
| Штафета 4 х 5 км детаљи   | Норвешка · Ингвилд Флугстад Естберг · Астрид Уренхолт Јакобсен · Рагнил Хага · Марит Бјерген | 51:24.3   | Шведска · Ана Хог · Шарлоте Кала · Еба Андресон · Стина Нилсон | 51:26.3   | ОСР Наталија Непрајева Јулија Белорукова Анастасија Седова Ана Нечајевскаја | 52:07.6   |
| Спринт појединачно детаљи | Стина Нилсон · Шведска                                                                       | 3:03.84   | Мајкен Касперсен Фала · Норвешка                               | 3:06.87   | Јулија Белорукова ОСР                                                       | 3:07.21   |
| Спринт екипно детаљи      | Сједињене Америчке Државе · Кикан Рендал · Џесика Дигинс                                     | 15:56.47  | Шведска · Шарлоте Кала · Стина Нилсон                          | 15:56.66  | Норвешка · Марит Бјерген · Мајкен Касперсен Фала                            | 15:59.44  |

## Биланс медаља
| Ранг | Земља                          | Злато | Сребро | Бронза | Укупно |
| ---- | ------------------------------ | ----- | ------ | ------ | ------ |
| 1.   | Норвешка                       | 7     | 4      | 3      | 11     |
| 2.   | Шведска                        | 2     | 3      | 1      | 6      |
| 3.   | Финска                         | 1     | 1      | 2      | 4      |
| 4.   | Сједињене Америчке Државе      | 1     | 0      | 0      | 1      |
| 4.   | Швајцарска                     | 1     | 0      | 0      | 1      |
| 6.   | Олимпијски спортисти из Русије | 0     | 3      | 5      | 8      |
| 7.   | Италија                        | 0     | 1      | 0      | 1      |
| 8.   | Француска                      | 0     | 0      | 2      | 2      |
|      | Укупно                         | 12    | 12     | 13     | 37     |